# جون کارتین
جون جوزف کارتین (۸ ژانویه ۱۸۸۵–۵ ژوئیه ۱۹۴۵) سیاستمدار استرالیایی و چهاردهمین نخست‌وزیر استرالیا از ۷ اکتبر ۱۹۴۱ تا ۵ ژوئیه ۱۹۴۵ بوده‌است.

## نگارخانه

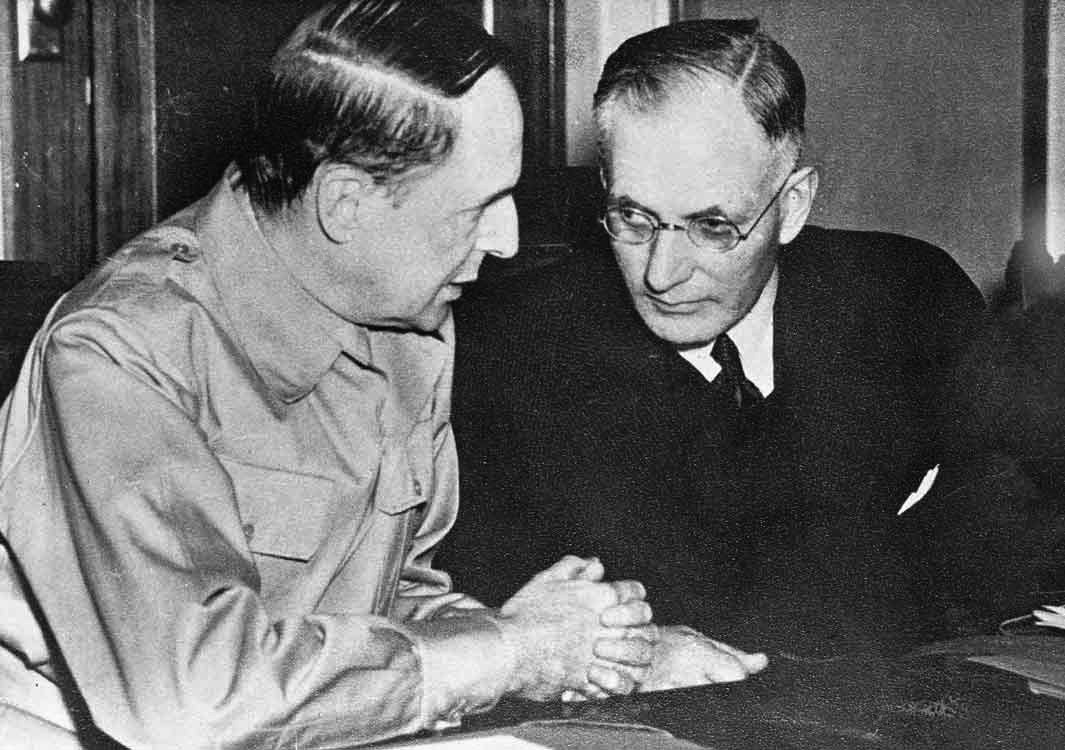
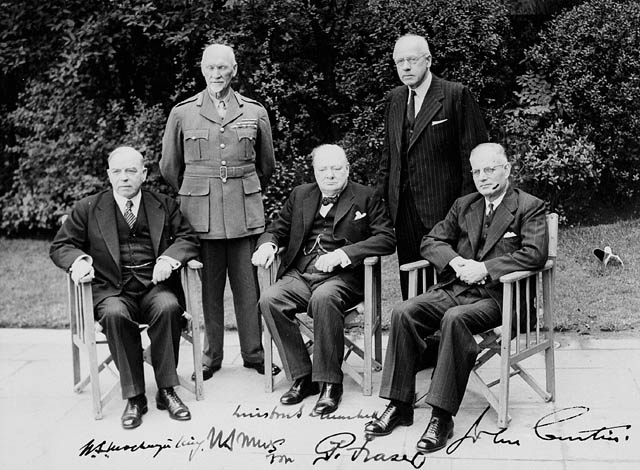
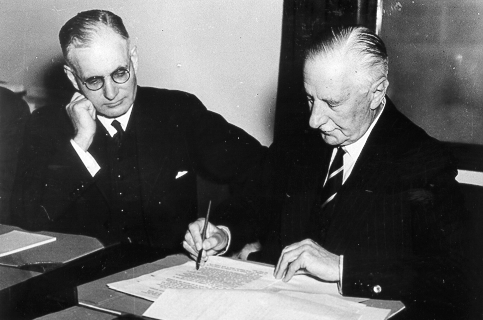
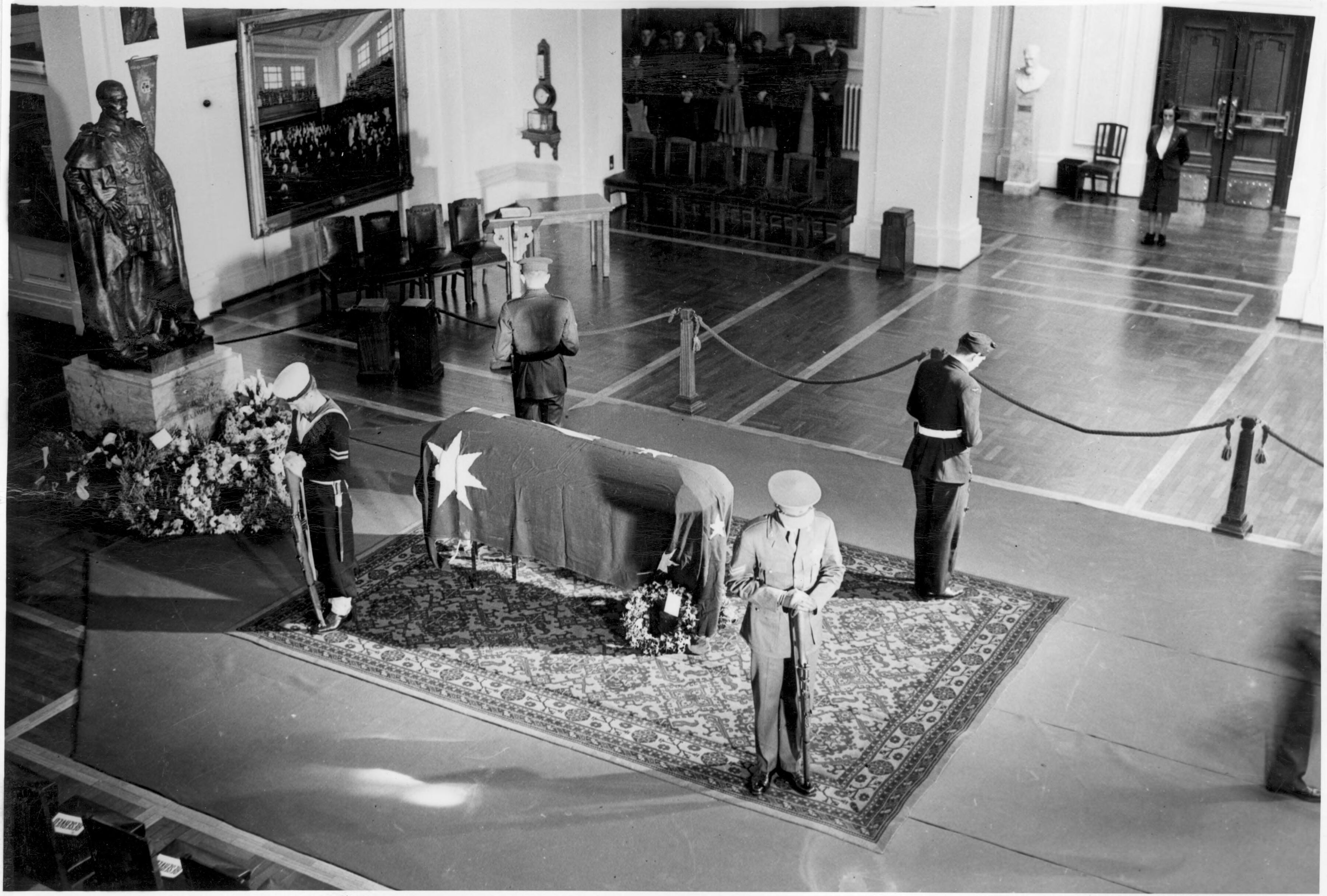